# Filatov & Karas
Filatov & Karas – rosyjski duet muzyczny tworzący muzykę house i deep house. Grupę tworzą Dmitrij Fiłatow (ros.: Дмитрий Филатов) i Aleksiej Osokin (ros.: Алексей Осокин). Aktualnie grupa wydaje głównie własne kompozycje, odświeża stare utwory oraz remiksuje przeboje znanych artystów.

## Historia
Fiłatow i Osokin spotkali się w 2012, po ponad 10 latach pracy osobno, wydając solowe single, albumy, zdobywając lokalne nagrody i prowadząc audycje radiowe. Utworzyli grupę o nazwie "Red Ninjas", jednakże projekt okazał się nieudany i dwa lata później postanowili rozpocząć działalność jako duet o nazwie Filatov & Karas. Ich pierwszym singlem został utwór Remedy wydany przez wytwórnie Osokina, Adapter Records, jednak nie zdobył on popularności. W tym samym czasie duet zaczął nagrywać remiksy muzyki pop. Sławę przyniósł im remiks utworu The Good, The Bad and Crazy francuskiej piosenkarki Imany. Przez 10 tygodni utrzymywał się na pierwszym miejscu rosyjskiej listy iTunes, został również dobrze przyjęty przez rozgłośnie radiowe. Zajął również szóste miejsce na liście dwudziestu najlepiej sprzedających się utworów w przeciągu całego roku. Dzięki sukcesowi remiksu, wydawca poprosił duet o stworzenie remiksu do innego singla artystki Don't Be So Shy. Wydany pod koniec 2015 po raz pierwszy odniósł sukces radiowy w Europie Wschodniej i stał się hitem. W krajach Europy Zachodniej remiks został wydany na początku 2016 roku. Remiks ten osiągnął numer jeden na listach przebojów najpierw w Polsce, a następnie w Niemczech, Austrii i Francji, Włoszech, Szwajcarii, Grecji, na Ukrainie, w Rumunii, Kazachstanie, Gruzji, Turcji i wielu innych. Został wyróżniony złotą płytą w Austrii i Danii, platynową w Australii, Belgii, Kanadzie, Norwegii i Szwecji, podwójną platynową w Niemczech, Szwajcarii i Włoszech oraz diamentową we Francji i Polsce.
Duet odniósł szczególne sukcesy w Polsce. Wydane w 2016 i 2017 kolejne dwa single (cover Taylor Dayne Tell It To My Heart oraz autorski Time Won't Wait) znalazły się na szczycie polskich list przebojów. W Rosji natomiast olbrzymią popularnością cieszą się nowe wersje starych utworów takie jak m.in. Lirika (ros.: Лирика) (cover zespołu Siektor Gaza) czy Ostatsia S Toboj (ros.: Остаться С Tобой) (sampel z utworu Gruppa Krowi [ros.: Группа Крови] zespołu Kino).

## Członkowie

### Dmitrij Fiłatow
Urodził się 21 września 1981. Karierę muzyczną rozpoczął w 1998. Od 2004 do 2006 był jednym z członków projektu muzycznego Sound Fiction. W 2006 został rezydentem brytyjskiej wytwórni Solaris Recordings. Od 22 listopada 2005 był autorem i prezenterem programu radiowego Dinamika (ros.: Динамика) na stacji Megapolis 89,5 FM (ros.: Мегаполис 89,5 фм). W styczniu 2007 został nagrodzony nagrodą Russian Dance Music Awards w kategorii Klubowy Utwór Roku (ros.: Клубный Tрек Года) za utwór Utrom ja Sołnce (ros.: Утром я Солнце). W latach 2009–2014 program radiowy Dinamika był emitowany w radiu DFM.

### Aleksiej Osokin
Urodził się 19 maja 1979 w Moskwie. Didżejką zainteresował się w latach 90. Oprócz twórczości pod pseudonimem Karas, tworzył jako DJ Barmaley, DJ Moto oraz Raduga. Stworzył oficjalne remiksy utworów m.in. Filippa Kirkorowa, Ałły Pugaczowej czy grupy Mumij Troll. Razem z DJ Icem tworzył grupę Man-Ro. Ich utwór Bamabarbia został zauważony przez włoskie wydawnictwo Hit! Records i wydany we Francji w 2005.  W 2007 jego program DancePłoszczadka (ros.: DanceПлощадка) był wiodącym w radiu JUFM (ros.: ЮFM). W 2012 był rezydentem radia DFM i jednym z uczestników festiwalu "Stancyja 2012" (ros.: Станция 2012). Jest założycielem wytwórni Adapter Records.

## Dyskografia

### Minialbumy
| Rok  | Dane dot. albumu                                                                                           | Najwyższa pozycja na liście |
| Rok  | Dane dot. albumu                                                                                           | ZEA (iTunes)                |
| ---- | --- | --------------------------- |
| 2014 | Summer Song - Wydany: 27 listopada 2014 - Wytwórnia: Adapter Records - Format: digital download, streaming | 64                          |

### Single

#### Jako główni artyści
| Rok                                                      | Tytuł                                                         | Najwyższe pozycje na listach | Najwyższe pozycje na listach | Najwyższe pozycje na listach | Najwyższe pozycje na listach | Najwyższe pozycje na listach | Najwyższe pozycje na listach | Certyfikat                | Album       |
| Rok                                                      | Tytuł                                                         | POL (Airplay)                | WNP                          | WNP                          | WNP                          | BLR                          | BUL                          | Certyfikat                | Album       |
| Rok                                                      | Tytuł                                                         | POL (Airplay)                | Radio                        | YouTube                      | Radio & YouTube              | BLR                          | BUL                          | Certyfikat                | Album       |
| -------------------------------------------------------- | ------------------------------------------------------------- | ---------------------------- | ---------------------------- | ---------------------------- | ---------------------------- | ---------------------------- | ---------------------------- | ------------------------- | ----------- |
| 2014                                                     | „Remedy”                                                      | –                            | –                            | –                            | –                            | –                            | –                            |                           | –           |
| 2014                                                     | „Imagine” (oraz Koala)                                        | –                            | 178                          | –                            | –                            | –                            | –                            |                           | –           |
| 2015                                                     | „In My Head”                                                  | –                            | –                            | –                            | –                            | –                            | –                            |                           | –           |
| 2015                                                     | „Friends”                                                     | –                            | –                            | –                            | –                            | –                            | –                            |                           | –           |
| 2015                                                     | „Satelite”                                                    | –                            | 209                          | –                            | 681                          | –                            | 34                           |                           | –           |
| 2016                                                     | „Tell It to My Heart”                                         | 1                            | 67                           | –                            | 84                           | –                            | 13                           | - POL: 4x platynowa płyta | –           |
| 2016                                                     | „Beats”                                                       | –                            | –                            | –                            | –                            | –                            | –                            |                           | –           |
| 2016                                                     | „Lirika” (ros.: Лирика, gośc. Masha i Rada)                   | –                            | 16                           | 3                            | 11                           | –                            | –                            |                           | –           |
| 2017                                                     | „Time Won’t Wait”                                             | 1                            | 84                           | –                            | 107                          | –                            | –                            | - POL: platynowa płyta    | –           |
| 2017                                                     | „Ostatsia S Toboj” (ros.: Остаться С Тобой, gośc. Wiktor Coj) | –                            | 37                           | 21                           | 33                           | –                            | –                            |                           | –           |
| 2017                                                     | „Jeszczo Odin Dien'” (ros.: Ещё Один День, gośc. Ligalize)    | –                            | 142                          | 64                           | 142                          | –                            | –                            |                           | –           |
| 2018                                                     | „Kid at Heart”                                                | –                            | 287                          | –                            | 371                          | –                            | –                            |                           | –           |
| 2018                                                     | „Alisa” (ros.: Алиса)                                         | –                            | 279                          | –                            | 399                          | –                            | –                            |                           | –           |
| 2018                                                     | „Highway”                                                     | –                            | 288                          | –                            | 422                          | –                            | –                            |                           | –           |
| 2018                                                     | „We Own This” (oraz L.B. One)                                 | –                            | 949                          | –                            | –                            | –                            | –                            |                           | –           |
| 2019                                                     | „Au Au”                                                       | 1                            | 1                            | 174                          | 2                            | 2                            | –                            | - POL: złota płyta        | –           |
| 2019                                                     | „Wozmi Moje Sierdce” (ros.: Возьми Мое Сердце, oraz Burito)   | –                            | 18                           | 49                           | 18                           | –                            | –                            |                           | –           |
| 2020                                                     | „Nie Było Nikogda” (ros. Не Было Никогда)                     | –                            | –                            | –                            | –                            | –                            | –                            |                           | –           |
| 2020                                                     | „Give It Away” (oraz Deepest Blue)                            | 4                            | 2                            | –                            | 4                            | 2                            | –                            | - POL: złota płyta        | –           |
| 2020                                                     | „Czilit” (ros. Чилить)                                        | –                            | 19                           | 89                           | 24                           | –                            | –                            |                           | –           |
| 2020                                                     | „Be My Nirvana” (gościnnie: Kain Rivers)                      | –                            | 723                          | –                            | 651                          | –                            | –                            |                           | –           |
| 2020                                                     | „All Night” (gościnnie: Richard Judge)                        | –                            | 134                          | –                            | 211                          | –                            | –                            |                           | –           |
| 2021                                                     | „TechNoNo”                                                    | –                            | 91                           | –                            | 157                          | –                            | –                            |                           | –           |
| 2021                                                     | „Poszła żara” (ros. Пошла жара, oraz Gayazovs Brothers)       | –                            | 155                          | 13                           | 125                          | –                            | –                            |                           | Poszła żara |
| 2021                                                     | „Amore Море, Goodbye” (oraz Mumij Troll)                      | –                            | 38                           | –                            | 39                           | –                            | –                            |                           | –           |
| „–” oznacza, że singel nie był notowany na danej liście. |                                                               |                              |                              |                              |                              |                              |                              |                           |             |

#### Jako artyści gościnni
| Rok                                                      | Tytuł                                                              | Najwyższe pozycje na listach | Najwyższe pozycje na listach | Najwyższe pozycje na listach | Album |
| Rok                                                      | Tytuł                                                              | BUL                          | FRA                          | BEL (Wa)                     | Album |
| -------------------------------------------------------- | ------------------------------------------------------------------ | ---------------------------- | ---------------------------- | ---------------------------- | ----- |
| 2016                                                     | „Crown” (Alloise, gośc. Filatov & Karas)                           | –                            | –                            | –                            | –     |
| 2016                                                     | „Ride On” (Rico Bernasconi oraz Ange, gośc. Filatov & Karas)       | –                            | –                            | –                            | –     |
| 2016                                                     | „Wide Awake” (Eric Saade, gośc. Gustaf Norén oraz Filatov & Karas) | 4                            | 166                          | –                            | –     |
| „–” oznacza, że singel nie był notowany na danej liście. |                                                                    |                              |                              |                              |       |

### Remiksy

#### Remiksy autorstwa Filatov & Karas
- 2015 – Imany – „The Good, the Bad & the Crazy (Filatov & Karas Remix)” [Think Zik!]
- 2015 – Imany – „Don’t Be So Shy (Filatov & Karas Remix)” [Think Zik!] (1. pozycja na liście AirPlay – Top[72])
- 2015 – Envotion – „Vessel Of Poison (Filatov & Karas Remix)” [Intricate Records]
- 2016 – Antoine Chambe oraz Otter Berry, gościnnie Hi-Ly – „Andalusia (Filatov & Karas Remix)” [Time Records]
- 2016 – Damien Lauretta – „Fall In Love (Filatov & Karas Remix)” [Capitol Records, Universal Music France]
- 2016 – Dimitri Vegas & Like Mike – „Stay A While (Filatov & Karas Remix)” [Smash The House]
- 2016 – Rico Bernasconi oraz Lotus, gościnnie Flo Rida – „Keep Playing (Filatov & Karas Remix)” [Oceanlight Productions, Hooky Recordings/Kontor Records GmbH]
- 2016 – James Newman – „If You’re Not Going To Love Me (Filatov & Karas Remix)” [Ultra Records LLC]
- 2016 – Alex Gaudino oraz Nari i Milani – „Mangoman (Filatov & Karas Remix)” [Time Records]
- 2016 – Jackie Tech – „You Can Have It All (Filatov & Karas Remix)” [Ultra Records LLC]
- 2016 – HONNE – „Good Together (Filatov & Karas Remix)” [Atlantic Records UK, Warner Music Group]
- 2016 – Throttle, gościnnie LunchMoney Lewis, Aston Merrygold, Mike Williams – „Money Maker (Filatov & Karas Remix)” [Spinnin' Records]
- 2016 – Kings – „Don’t Worry 'Bout It (Filatov & Karas Remix)” [Astrx Records]
- 2016 – Dave Ramone, gościnnie Minelli – „Love On Repeat (Filatov & Karas Remix)” [Kickson]
- 2016 – Schiller – „Dream Of You (Filatov & Karas Remix)” [Island records, Universal Music]
- 2017 – El Mukuka, gościnnie Kayla Jacobs – „Bottle Of Loneliness (Filatov & Karas Remix)” [Blanco Y Negro Music]
- 2017 – Armin van Buuren oraz Garibay, gościnnie Olaf Blackwood – „I Need You (Filatov & Karas Remix)” [Armada Music B.V.]
- 2017 – SIYYU – „Stop Us (Filatov & Karas Remix)” [CNR Music Belgium N.V.]
- 2017 – Bobina & May-Britt Scheffer – „Born Again (Filatov & Karas Remix)” [Magik Muzik]
- 2017 – KEV – „Moments (Filatov & Karas Remix)” [Universal Music AB]
- 2017 – Bera – „Untoucheble (Filatov & Karas Remix)” [Dim Mak US]
- 2017 – Julien Doré – „Coco Câline (Filatov & Karas Remix)” [Sony Music Enterteinment France]
- 2017 – Marco Mengoni – „Onde (Filatov & Karas Remix)” [Sony Music Enterteinment Italy]
- 2017 – Favorite Child – „Just Wanna Belong (Filatov & Karas Remix)” [King Island Roxystars Recordings]
- 2017 – Burak Yeter – Echo (Filatov & Karas Remix) [Spinnin' Records]
- 2017 – Caleidescope, gościnnie Nik Felice – „Lady (Filatov & Karas Remix)” [Inspirit Music Production] (numer 38. na liście Ukraine Airplay Top 100[73])
- 2018 – State Of Sound – „High On You (Filatov & Karas Remix)” [Sony Music Entertainment Sweden]
- 2018 – Arash, gościnnie Helena – „Dooset Daram (Filatov & Karas Remix)” [Extensive Music]
- 2018 – Timmy Trumpet & Savage – „Deja-Vu (Filatov & Karas Remix)” [Hussle Records]
- 2018 – Joss Projekt, gościnnie Jack Boston – „Baby (Filatov & Karas Remix)” [Scorpio Records]
- 2018 – Syke'n'Sugarstarr & Alexandra Prince – „Are You Watching Me 2.0 (Filatov & Karas Remix)” [Tiger Records / Kontor Records]
- 2018 – Mahmut Orhan, gościnnie Colonel Bagshot – „6 Days (Filatov & Karas Remix)” [Ultra Records]
- 2018 – Burak Yeter – „Echo (Filatov & Karas VIP Mix)” [Spinnin' Records]
- 2019 – Dj Antoine, gościnnie Eric Zayne & Jimmi The Dealer – „Loved Me Once (Filatov & Karas Remix)” [Global Production]
- 2019 – Burito – „O Tebe (Filatov & Karas Remix)” [Velvet]
- 2019 – Berkcan Demir – „Hopes (Filatov & Karas Remix)” [Warner Music Italy]
- 2019 – Psyrus – „Lights Out (Filatov & Karas Remix)” [Legraib Records]
- 2020 – Parx, gościnnie Nonô – „Feel Right Now (Filatov & Karas Remix)” [PLG UK Frontline]
- 2020 – To-Ma – „Bayu Bay (Filatov & Karas Remix)”
- 2020 – Andrey Pitkin oraz Christina Novelli – „Talking to You (Filatov & Karas Radio Edit)”
- 2020 – Schiller —„I Feel You (Filatov & Karas Remix)”
- 2021 – Dj Bobo oraz Irene Cara —„What A Feeling (Filatov & Karas Remix)”
- 2021 – Minelli oraz Filatov & Karas —„Rampampam (Filatov & Karas Remix)” (Global Records)[74]

#### Remiksy utworów Filatov & Karas
- 2014 – Filatov & Karas – „Summer Song (Discomania & Uno Kaya Remix)” [Adapter Records]
- 2014 – Filatov & Karas – „Summer Song (Platinum Monkey Remix)” [Adapter Records]
- 2014 – Filatov & Karas – „Summer Song (SGreen Remix)” [Adapter Records]
- 2015 – Filatov & Karas – „Banzai (Red Ninjas Remix)” [Adapter Records]
- 2015 – Filatov & Karas – „Play Again (Red Ninjas Remix)” [Adapter Records]
- 2015 – Filatov & Karas – „Niche (Red Ninjas Remix)” [Adapter Records]
- 2015 – Filatov & Karas – „Red Square (Red Ninjas Remix)” [Adapter Records]
- 2015 – Filatov & Karas – „Friends (Te5la Remix)” [Adapter Records]
- 2015 – Filatov & Karas – „In My Head (Sebastian Weikum Remix)” [Intricate Records]
- 2016 – Filatov & Karas – „Tell It To My Heart (Andrey Exx & Max Lyazgin Remix)” [Magic Records]
- 2017 – Filatov & Karas, gościnnie Rada – „Lirika (Burak Yeter Remix)” [Warner Music Russia]
- 2018 – Filatov & Karas – „Sunlight (Denis First Remix)” [Adapter Records]
- 2018 – Filatov & Karas – „Kid At Heart (Melo.Kids Remix)” [Magic Records]
- 2019 – Filatov & Karas – „Highway (Spada Remix)” [EGO Records]
- 2019 – Filatov & Karas – „Highway (Denis First & Reznikov Remix)” [EGO Records]